# Flat Tax

Konstanter Grenzsteuersatz (Flat Tax) oberhalb des Grundfreibetrages (allgemeines Beispiel)

Ansteigender Durchschnittsteuersatz oberhalb des Grundfreibetrages (allgemeines Beispiel)

Lineare Abhängigkeit des Steuerbetrages vom Einkommen oberhalb des Grundfreibetrages (allgemeines Beispiel)

Mit Flat Tax (kurz für Flat-Rate Tax) oder Einheitssteuer wird ein einstufiger Einkommensteuertarif bezeichnet. Der Grenzsteuersatz ist konstant, wodurch Eingangs- und Spitzensteuersatz identisch sind. Ohne Grundfreibetrag gibt es damit keine Steuerprogression. Eine Einheitssteuer mit einem Grundfreibetrag führt rechnerisch zu einer indirekten Progression: Während der Grenzsteuersatz gleich bleibt, steigt der Durchschnittsteuersatz mit zunehmendem Einkommen und nähert sich dem Grenzsteuersatz an.
Das Konzept der flat-rate tax mit einem Grundfreibetrag in Höhe eines Mindesteinkommens als Anteil vom Pro-Kopf-Einkommen wurde 1920 von Dennis Milner vorgeschlagen. In unserer Zeit haben Robert Ernest Hall und Alvin Rabushka wieder eine flat tax vorgeschlagen. Die Einheitssteuer ist in der Regel konzeptionell mit dem weitgehenden Wegfall von Subventionen und Steuervergünstigungen verbunden, um auch bei einem niedrigen Steuersatz ausreichende Steuereinnahmen zu erzielen.

## Umverteilungswirkung
Bei der reinen Einheitssteuer ohne Grundfreibetrag gibt es keine Umverteilungswirkung. Alle Einkommen werden mit dem gleichen Durchschnittssteuersatz versteuert, der mit dem Grenzsteuersatz identisch ist. Im Falle eines Flat-Tax-Modells mit Grundfreibetrag verläuft der Durchschnittsteuersatz jedoch progressiv, was als Umverteilung der Einkommen interpretiert werden kann. Ob diese höher oder niedriger ist als eine mit ihr verglichene Referenzumverteilung, ergibt erst die Messung in konkreten Fällen: Für die zu vergleichenden Einkommensverteilungen werden vor und nach der Besteuerung Ungleichverteilungsmaße berechnet. Nicht unbedingt aus der Art der Progression, sondern erst aus dem Vergleich der Ungleichverteilungsmaße ergibt sich der Grad der Abmilderung der Einkommensunterschiede.
Im Vergleich zu anderen Steuertarifen kann die Einheitssteuer zu einer geringeren, aber auch zu einer höheren Angleichung von Einkommensunterschieden führen. Das hängt von Grenzsteuersatz und Grundfreibetrag der Einheitssteuer und von den mit ihr verglichenen Steuertarifen ab. Ist sowohl der Grundfreibetrag als auch der Spitzensteuersatz bei einem zu vergleichenden progressiven Steuertarif identisch mit der Flat Tax, dann ist die Umverteilungswirkung der Flat Tax auf jeden Fall geringer. Ist dagegen der Grundfreibetrag der Flat Tax deutlich höher als beim Referenztarif, dann kann die Umverteilungswirkung bei gleichem Spitzensteuersatz höher sein. Die Unterschiede spielen sich dabei im Übergangsbereich zwischen Nullzone und oberstem Einkommenseckwert des Vergleichstarifs ab. Ist der Spitzensteuersatz niedriger als beim Vergleichstarif, dann müssen die im Gegenzug abgeschafften Subventionen in die Betrachtung einbezogen werden, so dass hier eine allgemeine Aussage kaum möglich ist.
Ohne Beschränkung des Durchschnittsteuersatzes auf positive Werte wirkt der Grundfreibetrag bei Einkommen unterhalb dieses Freibetrages als eine negative Einkommensteuer, wie sie zum Beispiel Milton Friedman in seinem Buch Capitalism and Freedom vorgeschlagen hat. Diese Art der Flat Tax als negative Einkommensteuer, bei der ein Teil des Freibetrages vorweg als Zuschuss ausbezahlt und anschließend mit der Steuerschuld verrechnet wird, ist eines der Modelle für ein Bedingungsloses Grundeinkommen. Es gibt daher zwei Arten der Einheitssteuer mit Grundfreibetrag: Die Einheitssteuer mit Negativsteuer hat bei gleich hohem Grundfreibetrag eine höhere Nivellierungswirkung als eine Einheitssteuer mit einer Beschränkung des Durchschnittsteuersatzes auf den positiven Bereich.

## Länder mit Flat Tax

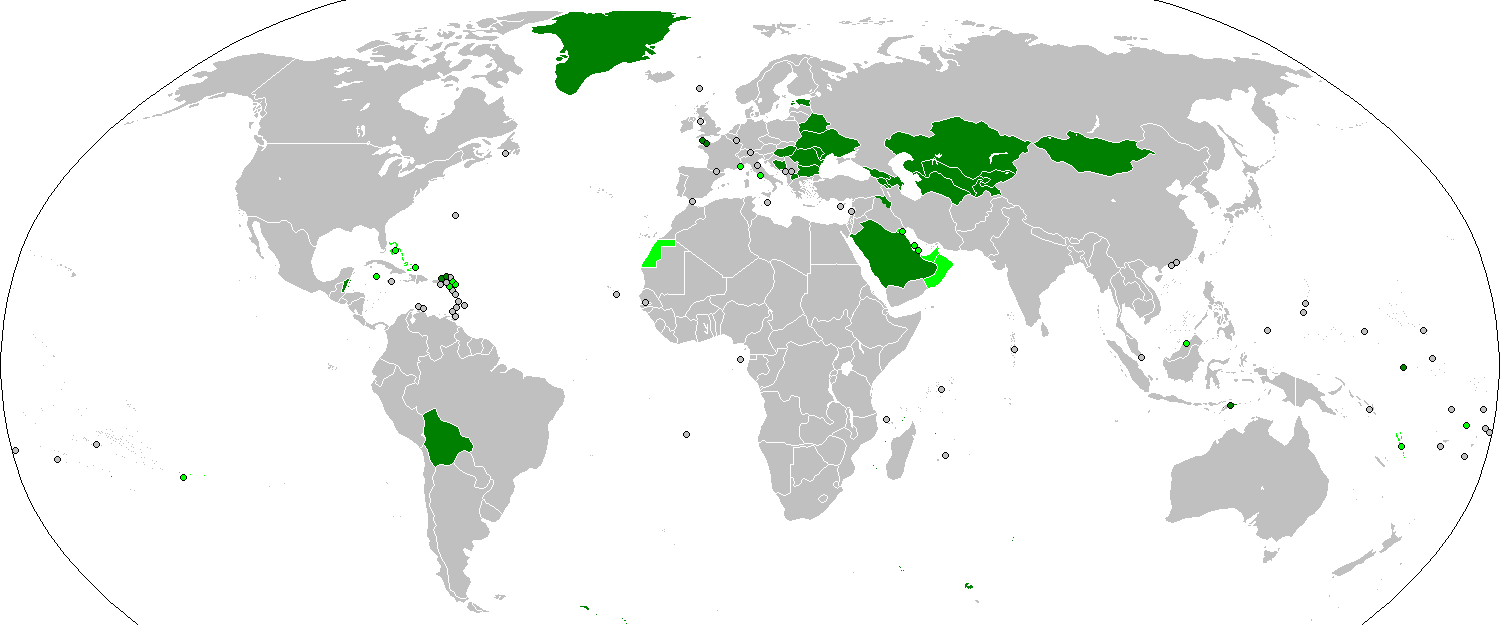
Flat Tax in der Welt
Flat Tax
Keine Einkommensteuer

Flat Tax in Europa
bereits bestehend
Einführung geplant
wieder abgeschafft

| Land           | Einkommensteuer | Grundfreibetrag     | Körperschaftsteuer                | Ergänzung                                  |
| -------------- | --------------- | ------------------- | --------------------------------- | ------------------------------------------ |
| Albanien       | 10 %            |                     |                                   |                                            |
| Bulgarien      | 10 %            | –                   | 10 %                              |                                            |
| Estland        | 22 %            | 2.040 €             | 0 % (20 % bei Gewinnausschüttung) |                                            |
| Georgien       | 25 %            |                     | 20 %                              |                                            |
| Hongkong       | 16 %            |                     | 17,5 %                            |                                            |
| Island         | 36 %            |                     | 18 %                              |                                            |
| Kirgisistan    | 10 %            |                     | 10 %                              |                                            |
| Lettland       | 23 %            | 1.200 €             | 15 %                              |                                            |
| Litauen        | 15 %            | 2.400 €             | 15 %                              |                                            |
| Nordmazedonien | 10 %            |                     | 10 %                              |                                            |
| Mongolei       | 10 %            |                     | 25 %                              |                                            |
| Rumänien       | 16 %            | 1.316 € (6.550 RON) | 16 %                              |                                            |
| Russland       | 13 %            |                     | 24 %                              |                                            |
| Serbien        | 12 %, 24 %      |                     | 10 %                              |                                            |
| Slowakei       |                 |                     |                                   | (2004 eingeführt, 2012 wieder abgeschafft) |
| Tschechien     | 15 %            | 919 €               | 19 %                              |                                            |
| Ukraine        | 15 %            |                     | 25 %                              |                                            |
| Ungarn         | 15 %            | -                   | 19 %                              |                                            |

### Beispiel Slowakei
Unter dem damaligen Finanzminister Ivan Mikloš führte die Slowakei 2004 eine Einheitssteuer mit einem Steuersatz von 19 % ein. Dieser bezieht sich auf die Einkommensteuer, die Körperschaftsteuer und die Mehrwertsteuer. Steuerprivilegien und praktisch sämtliche gesetzlichen Ausnahmen wurden gestrichen, der reduzierte Mehrwertsteuersatz von 14 % wurde abgeschafft. Die Folge war, dass auch Grundnahrungsmittel, Medikamente, Strom, Kohle etc. mit dem normalen Steuersatz von 19 % versteuert wurden. Außerdem wurden diverse Gebühren, Verbrauchsteuern und Sozialabgaben erhöht.
Durch die Einheitssteuer wurden fast alle slowakischen Steuerzahler bei der Einkommensteuer entlastet: die Bezieher niedriger Einkommen über erhöhte Steuerfreibeträge, die höheren Einkommen über die gesenkten Steuersätze. Relativ gesehen wurden die Bezieher mittlerer Einkommen im ersten Jahr am wenigsten entlastet. In bestimmten mittleren Einkommensbereichen hat die Reform zu einer stärkeren Belastung geführt.
Bei der Mehrwertsteuer nahm die Belastung zu, da der ermäßigte Steuersatz von 14 % abgeschafft wurde, sodass für alle Waren und Dienstleistungen der einheitliche Steuersatz von 19 % gilt. Da der ermäßigte Steuersatz unter anderem für Lebensmittel, Bücher und Medikamente galt, erhöhte seine Abschaffung die Lebenshaltungskosten deutlich. Bei vielen Artikeln, die die Mehrwertsteuererhöhung betraf, ist der Konsum zurückgegangen.
Entgegen vielen Prognosen sank das Einkommensteueraufkommen nur geringfügig. Die Slowakei wies allerdings bereits vor der Steuerreform ein starkes Wachstum auf, was das Steueraufkommen unabhängig von der Steuerreform erhöhte. Ein Erfolg der Reform ist ein seit 2004 wieder deutlich höheres Interesse ausländischer Investoren an der Slowakei. Allerdings ist dies auch durch den EU-Beitritt im gleichen Jahr und das relativ geringe Lohnniveau bedingt.
Die Wahlen 2006 gewann die Opposition mit dem Versprechen, die Reformen wieder rückgängig zu machen, was aber nur teilweise umgesetzt wurde. Im Jahr 2012 wurde die Flat Tax wieder abgeschafft und durch eine progressive Einkommensteuer ersetzt.

### Beispiel Tschechische Republik
In der Tschechischen Republik hat die Einführung einer Flat Tax dazu geführt, dass die Sozial- und Krankenversicherungsbeiträge sowohl des Arbeitnehmers als auch des Arbeitgebers vom Arbeitnehmer versteuert werden müssen (Superbruttoeinkommen). Mithin beträgt die steuerliche Bemessungsgrundlage bei Arbeitnehmern 135 % (statt zuvor 87,5 %) des Bruttolohns. Als Konsequenz wird das Einkommen nicht mit dem nominalen Satz (der 2008 bei 15 % lag), sondern real deutlich höher besteuert (nach Expertenabschätzung 2008 mit 23,1 %).

## Einheitssteuer in der Diskussion

### Argumente für die Einheitssteuer
- Die Flat Tax erlaubt es, Einkünfte in größerem Umfang als bisher abschließend an der Quelle zu besteuern (Abzugsteuer, Quellensteuer). Lohneinkünfte, Kapitalerträge und Renten könnten vollständig und endgültig durch Steuerabzug an der Quelle besteuert werden; eine Einkommensteuererklärung und Veranlagung wäre im Falle einer reinen Quellensteuer ohne Freibeträge nicht mehr erforderlich (=Abgeltungsteuer).
- Der Anreiz, Einkommen zwischen Personen oder Besteuerungsabschnitten zu verschieben, wird verringert. Es spielt keine Rolle mehr, welchem Jahr oder welcher Person eine Einnahme zugeordnet wird, denn der Steuersatz ist immer gleich.
- Das Ehegattensplitting spielt keine Rolle mehr, wenn keine Grundfreibeträge angerechnet werden, da dann bei jedem Ehegatten der Steuersatz gleich hoch ist. Werden Grundfreibeträge für jeden Ehepartner berücksichtigt, tritt die diesbezügliche Problematik auch bei der Einheitssteuer auf. Da der Effekt des Ehegattensplittings dann doch wieder erwünscht sein kann, könnte dies auch als Argument gegen die Einheitssteuer gesehen werden.
- Die Einteilung in Lohnsteuerklassen erübrigt sich und damit auch die Kritik an der vermeintlich diskriminierenden Wirkung der Steuerklasse V (in Deutschland).
- Die Einheitssteuer könnte das Problem der Verknüpfung von Einkommensteuer und Körperschaftsteuer zu einer rechtsformneutralen Besteuerung von Unternehmensgewinnen lösen. Wenn auch die Bemessungsgrundlage von Körperschaftsteuer und Einkommensteuer vereinheitlicht wird, dann werden im Falle eines Einheitssteuersatzes alle Unternehmensgewinne gleich besteuert.
- Eine Einheitssteuer könnte eine Vereinfachung im Einkommensteuerrecht schaffen und so zu einer einfacheren Steuererklärung führen. Allerdings hängt eine Vereinfachung weniger mit dem Tarifverlauf als mit der gesetzlichen Ausgestaltung der Bemessungsgrundlage zusammen. Während die Einführung einer Flat Tax in der Slowakei zu einer Vereinfachung der Steuererklärungen geführt hat, hat die Einführung in Russland zu keiner Vereinfachung geführt.[14]
- Die versteckte Steuererhöhung durch die „Kalte Progression“ kann durch die Einführung einer Flat Tax vermieden werden.
- Die Kapitallenkungsmöglichkeiten des Staates, über steuerliche Anreize Investitionen (z. B. in erneuerbare Energien, Schiffbau oder geschlossene Immobilienfonds) zu fokussieren, werden erschwert. Nach Ansicht mancher Wirtschaftswissenschaftler hätten solche staatlichen Lenkungswirkungen fast immer negative Auswirkungen, so dass dies ein Vorteil sei.[15]

### Argumente gegen die Einheitssteuer
- Wenn eine Einheitssteuer zu dem gleichen Einkommensteueraufkommen wie nach geltendem Recht führen soll und der Grundfreibetrag nicht erhöht wird, liegt der einheitliche Steuersatz deutlich über dem bisherigen Eingangssteuersatz und unter dem bisherigen Spitzensteuersatz. Dies bedeutet im Vergleich zu einem direkt-progressiven Einkommensteuertarif, bei dem die durchschnittliche Steuerbelastung bis zum Spitzensteuersatz nahezu linear ansteigt und erst dann abzuflachen beginnt, eine höhere Belastung niedriger und eine niedrigere Belastung höherer Einkommen. Bei der Einheitssteuer steigt der Durchschnittsteuersatz zunächst steil an und flacht dann frühzeitig ab. Ohne zusätzliche Freibeträge hätten dadurch auch Bezieher mittlerer Einkommen eine höhere Steuerlast zu tragen.

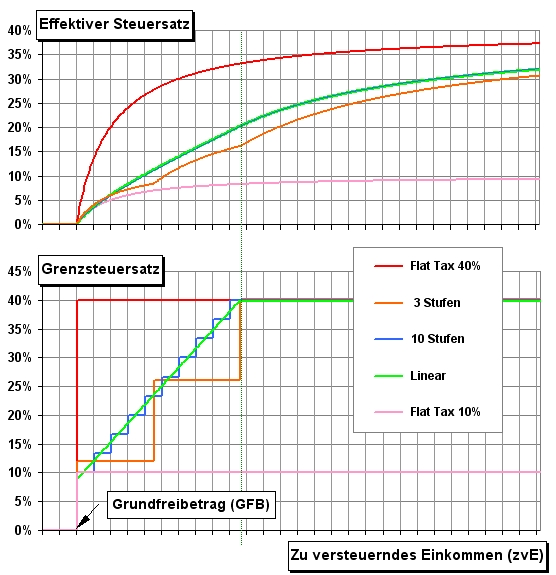
Vergleich von zwei Varianten der Flat-Tax (10 % und 40 %) mit verschiedenen progressiven Systemen bei gleichem Grundfreibetrag

- Das Konzept der Einheitssteuer ist politisch schwer vermittelbar, weil Medien, Öffentlichkeit und ein Teil des politischen Spektrums den Begriff der Progression meist mit steigenden Grenzsteuersätzen verbinden und insofern bei einem einheitlichen Grenzsteuersatz von einer Aufgabe des Prinzips der Einkommensteuerprogression ausgehen.[16]
- Zwar ist eine Einheitssteuer nicht notwendig mit einer Verbreiterung der Bemessungsgrundlage verbunden. Um ihre Einführung populärer zu machen, wird aber häufig ein relativ niedriger Steuersatz gefordert, wobei die sich daraus ergebenden Mindereinnahmen durch eine Ausweitung der Steuerbasis ausgeglichen werden sollen. Die Abschaffung von Ausnahmetatbeständen kann jedoch – trotz niedrigem Grenzsteuersatz – zu individuellen Steuererhöhungen führen, abhängig von Steuersatz und Freibetrag.
- Die geringere Differenz zwischen Grenzsteuersätzen und Durchschnittsteuersätzen könnte den Lohndruck in Tarifverhandlungen erhöhen und somit Arbeitsplätze kosten.[17]
- Im Idealfall orientiert sich der Steuertarif an den Nutzenfunktionen der Steuerpflichtigen und enthält darüber hinaus eine Umverteilungskomponente. Durch eine Einheitssteuer legt sich der Gesetzgeber auf einen bestimmten Progressionsverlauf fest, der sich nicht aus Nutzenfunktionen plus Umverteilungsvorgabe mathematisch herleiten lässt. Mit anderen Worten: Konkrete Annahmen über die Nutzenfunktionen sowie exakt festgelegte Vorgaben über die mit dem Steuertarif bezweckte Umverteilung können Progressionsverläufe erforderlich machen, die mit einem einheitlichen Grenzsteuersatz nicht erreichbar sind.
- In Deutschland bemessen sich trotz (weitgehend) einkommensunabhängiger Gegenleistungen die Beiträge zur gesetzlichen Kranken- und Pflegeversicherung bis zur Beitragsbemessungsgrenze proportional nach dem (Arbeits-)Einkommen. Oberhalb der Beitragsbemessungsgrenze bleiben die Beiträge konstant, d. h. die Grenzbelastung durch Sozialabgaben beträgt für höhere Einkommen null. Steigende Grenzsteuersätze bei der Einkommensteuer stellen einen gewissen Ausgleich dar, der bei einer Einheitssteuer entfallen würde.

## Diskussion in Deutschland
Das Prinzip der gleichmäßigen Besteuerung nach der Leistungsfähigkeit wird in Deutschland gegenwärtig durch Grundfreibeträge und einen linear progressiven Tarif sichergestellt. Das Bundesverfassungsgericht hat entschieden, dass eine progressive Besteuerung ein Verfassungsgebot des Gleichheitssatzes (Art. 3 Abs. 1 GG) ist: „Im Gegensatz hierzu würde im Bereich des Steuerrechts eine formale Gleichbehandlung von Reich und Arm durch Anwendung desselben Steuersatzes dem Gleichheitssatz widersprechen. Hier verlangt die Gerechtigkeit, dass im Sinne der verhältnismäßigen Gleichheit der wirtschaftlich Leistungsfähigere einen höheren Prozentsatz seines Einkommens als Steuer zu zahlen hat als der wirtschaftlich Schwächere (vgl. schon Art. 134 WRV).“
Hier bleibt jedoch unklar, ob damit auch ein progressiver Verlauf des Grenzsteuersatzes verfassungsrechtlich geboten ist. Der Steuerrechtler Klaus Tipke vertritt die Auffassung: „Unter dem Gerechtigkeitsaspekt ist der linear-progressive Tarif einem Tarif vorzuziehen, der Buckel oder Sprünge enthält. … Und voraussichtlich wird es auch nicht möglich sein, den Spitzensteuersatz so weit abzusenken, wie es die Reformentwürfe vorsehen. Erst recht kommt ein niedriger Einheitssteuersatz nicht in Betracht.“ Nach seiner Rechtsauffassung verletzt eine ungleich verlaufende Progression den Gleichheitssatz. Anders als Klaus Tipke vertritt Michael Elicker die Auffassung, dass oberhalb des Grundfreibetrags allein ein konstanter Grenzsteuersatz im Einklang mit dem Leistungsfähigkeitsprinzip stehe.
In Deutschland wurde der Einheitssteuer im Bundestagswahlkampf 2005 erhöhte Aufmerksamkeit zuteil. Der ehemalige Verfassungsrichter Paul Kirchhof, Mitglied des sogenannten Kompetenzteams der CDU, hatte einen einheitlichen Einkommensteuersatz von 25 % vorgeschlagen (siehe Einkommensteuergesetzbuch). Im Laufe der Diskussion rückte er aber für die unteren Einkommensgruppen davon wieder ab und schlug Steuerstufen mit Grenzsteuersätzen von 15 %, 20 % und 25 % vor.